# Iván Sosa

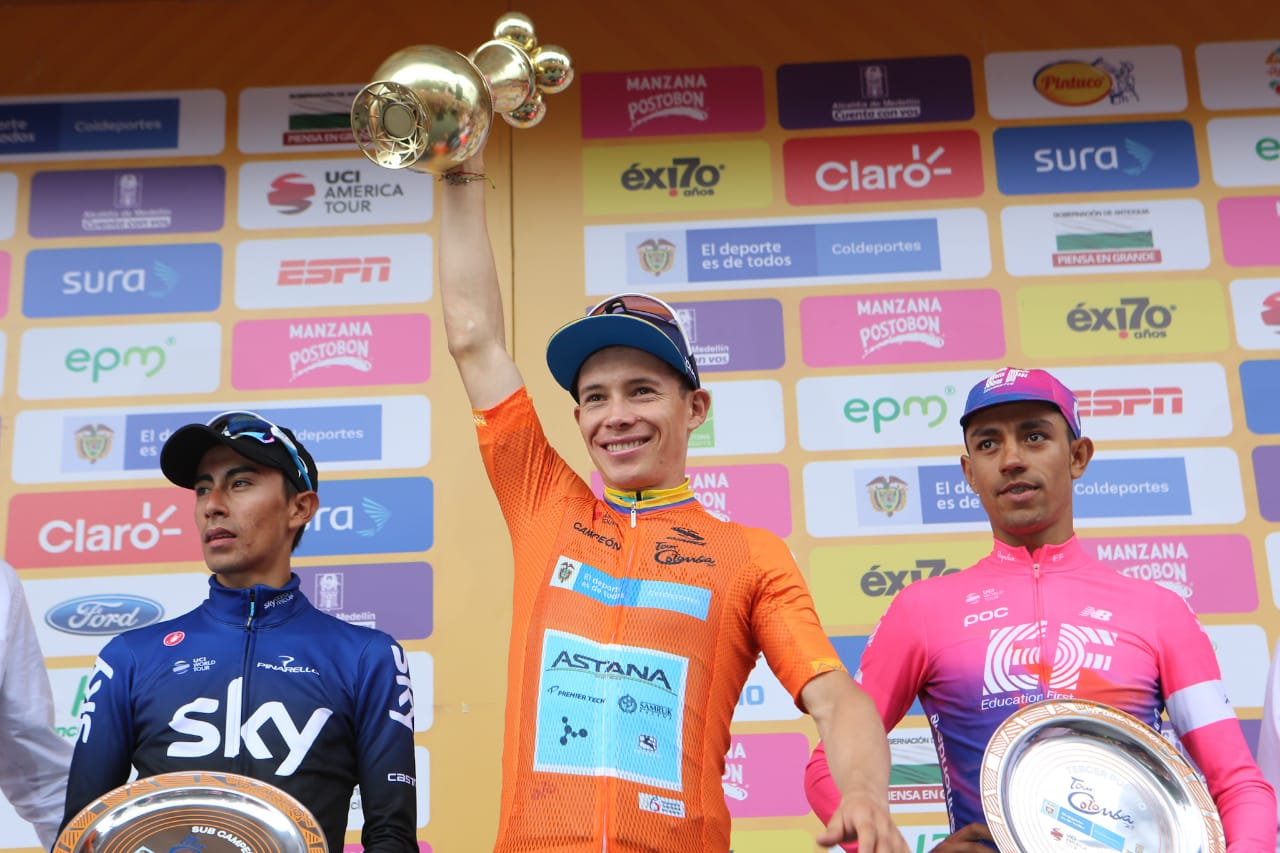
Iván Sosa (links) auf dem Schlusspodium der Tour Colombia 2019

Iván Ramiro Sosa Cuervo (* 31. Oktober 1997 in Pasca) ist ein kolumbianischer Radrennfahrer.

## Karriere
Sosa schloss sich zur Saison 2017 dem Professional Continental Team Androni Giocattoli-Sidermec an. In seiner ersten Saison bei dieser Mannschaft gewann er die Nachwuchswertung zweier Etappenrennen der UCI-Kategorie 2.2: bei der Vuelta al Táchira und bei der Tour of Bihor - Bellotto.
Bei beiden Rundfahrten stand er auch im folgenden Jahr am Start und konnte bei der Vuelta al Táchira die vierte Etappe gewinnen und damit seinen ersten internationalen Elitesieg erzielen. Bei der Tour of Bihor Bellotto gewann er genau so wie beim Adriatica Ionica Race die Gesamt- und Nachwuchswertung sowie eine Etappe. Anschließend dominierte Sosa die Sibiu Cycling Tour 2018, bei dem er neben einem Etappensieg alle Wertungen für sich entschied. Seinen bis dato größten Erfolg feierte Sosa bei der Burgos-Rundfahrt 2018. Durch einen Sieg auf der Schlussetappe der Rundfahrt konnte er die Führung in der Gesamtwertung noch von seinem Landsmann Miguel Ángel López übernehmen. Außerdem gewann er noch die Bergwertung und die Nachwuchswertung der spanischen Rundfahrt.
Zur Saison 2019 wurde Sosa vom Team Sky (später Ineos) verpflichtet Er gewann die Bergwertung der Tour Colombia, einem Rennen der ersten UCI-Kategorie. Seine erste „Grand Tour“ bestritt er als Teil des Team Ineos im Mai mit dem Giro d’Italia 2019, in der Saison 2020 folgte die Teilnahme an der Vuelta a España. Nachdem er Anfang der Saison 2021 die Gesamtwertung der Tour de La Provence gewonnen hatte, wurde bereits im Mai bekannt, dass er das Team Ineos zum Saisonende verlassen wird und wurde danach kaum eingesetzt, so dass er nur auf 32 Renntage kam.
Im Jahr 2022 gewann Sosa Mitglied für das Movistar Team die Asturien-Rundfahrt und die Tour de Langkawi. Auf einer Trainingsfahrt im Januar 2023 wurde er von einem LKW-Fahrer in Kolumbien mit dem Knauf eines Revolvers geschlagen und musste mit leichteren Verletzungen in ein Krankenhaus eingeliefert werden. Nachdem er in den Jahren 2023 und 2024 nicht überzeugen konnte, wechselte er mit der Saison 2025 zum spanischen UCI ProTeam Equipo Kern Pharma.

## Erfolge
2017
- Nachwuchswertung Vuelta al Táchira
- Nachwuchswertung Tour of Bihor - Bellotto

2018
- eine Etappe Vuelta al Táchira
- Gesamtwertung, eine Etappe und Nachwuchswertung Tour of Bihor - Bellotto
- Gesamtwertung, eine Etappe und Nachwuchswertung Adriatica Ionica Race
- Gesamtwertung, eine Etappe, Bergwertung, Punktewertung und Nachwuchswertung Sibiu Cycling Tour
- Gesamtwertung, eine Etappe, Bergwertung und Nachwuchswertung Burgos-Rundfahrt
- eine Etappe Tour de l’Avenir

2019
- Bergwertung Tour Colombia
- eine Etappe und Nachwuchswertung Route d’Occitanie
- Gesamtwertung, zwei Etappen, Bergwertung und Nachwuchswertung Burgos-Rundfahrt

2020
- eine Etappe Burgos-Rundfahrt

2021
- Gesamtwertung, eine Etappe und Nachwuchswertung Tour La Provence

2022
- Bergwertung Gran Camiño
- Gesamtwertung und eine Etappe Asturien-Rundfahrt
- Gesamtwertung und eine Etappe Tour de Langkawi

## Grand-Tour-Platzierungen
| Grand Tour            | 2019 | 2020 | 2021 | 2022 | 2023 | 2024 |
| --------------------- | ---- | ---- | ---- | ---- | ---- | ---- |
| Giro d’ItaliaGiro     | 44   | –    | –    | 49   | –    | –    |
| Tour de FranceTour    | –    | –    | –    | –    | –    | –    |
| Vuelta a EspañaVuelta | –    | 62   | –    | –    | –    | –    |